# アッツ島沖海戦
アッツ島沖海戦（アッツとうおきかいせん）は、第二次世界大戦（大東亜戦争）の1943年3月下旬に、ソビエト連邦のコマンドルスキー諸島近海で起きた日本海軍とアメリカ海軍との間の海戦。連合国軍側の呼称はコマンドルスキー諸島海戦（Battle of the Komandorski Islands）。

## 概要
アッツ島沖海戦、連合軍側呼称コマンドルスキー諸島海戦は、1943年（昭和18年）3月26日（現地時間）3月27日（日本時間）にアリューシャン列島近海で行なわれたアメリカ本土戦線における海戦。
1943年（昭和18年）1月下旬から2月にかけて、アリューシャン方面のアメリカ海軍は艦隊を派遣し、アッツ島やキスカ島へ向かう日本軍の輸送船を攻撃していた。日本軍は護送船団方式に切り替え、輸送船団の護衛を日本海軍の第五艦隊（北方部隊）が担当する。
3月上旬におこなわれた第一次輸送作戦は成功したが、第二次輸送船団は3月27日（日本時間）にアメリカ軍水上部隊と遭遇、護衛の第五艦隊と米艦隊の昼間水上戦闘となった（本海戦）。
戦闘は長距離砲戦となり、4時間近く続いた、日本艦隊の稚拙な指揮により、米艦隊は退避に成功した。また第五艦隊は海戦後に幌筵島へ帰投したため、アッツ島への輸送作戦も失敗に終わった。これ以降、アリューシャン方面における日本軍の輸送作戦はきわめて困難になる。本海戦の結果は、アッツ島玉砕の遠因となった。
日付変更線をまたいで行われた海戦なので資料によって日付と時刻にズレがある。日本側の記録がUTC+9を使用しているのに対してアメリカ側はUTC-10を使用しており、19時間の時差がある。

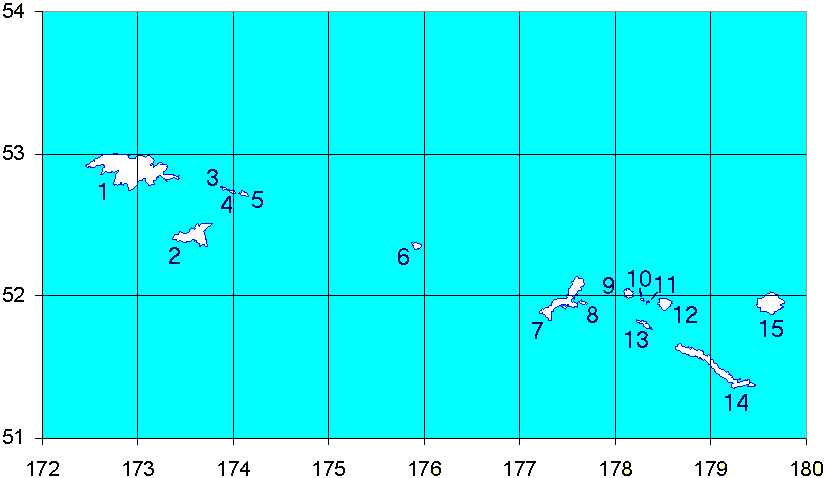
西アリーシャン列島の地図（1.アッツ島 7.キスカ島 14.アムチトカ島）

## 背景

### 経過
1942年（昭和17年）6月上旬、日本軍はミッドウェー島の占領をめざすミッドウェー作戦の一環としてアリューシャン作戦を発動、アッツ島とキスカ島に上陸作戦を敢行し、両島とも占領した。占領したアッツ島を、“熱田島”、キスカ島を“鳴神島”と改名したが、本記事では引き続き「アッツ島」「キスカ島」と記述する。日本軍は輸送作戦を繰り返し行い、同方面の守備を強化していった。なお日本軍は9月にアッツ島守備隊をキスカ島に移駐させたので、アッツ島はいったん無人となってる。
一方のアメリカ軍は、空襲と、潜水艦の投入によって日本軍に対抗した。
一例として、7月5日の海戦では、駆逐艦霰がキスカ島沖でアメリカ潜水艦グロウラーの雷撃で沈没、同潜水艦により駆逐艦不知火と霞が大破した（同日、近海で駆逐艦子日が潜水艦トライトンにより沈没）。
同年10月17日にはキスカ島沖にて駆逐艦初春と朧が空襲を受け朧が沈没、初春が大破した。また輸送船も多数撃沈された。
同年10月下旬、日本軍はアッツ島を再占領して防備強化を開始したが、飛行場の設営と防備強化はなかなか進まなかった。
アメリカ合衆国では、ワシントン州やオレゴン州の議会議員が「日本軍はアラスカに上陸し、さらにシアトルに上陸するかもしれない」と警告していた。アメリカ軍は議会対策のため、またソ連参戦時には中継基地とするために、アッツ島とキスカ島を奪回せざるを得なくなった。その第一歩としてアダック島に航空基地を建設したが、この島はたびたび霧に包まれた。そこで1月12日にキスカ島南東に位置するアムチトカ島に上陸し、飛行場を建設した。日本軍がアムチトカ島の米軍について知ったのは、1943年（昭和18年）1月24日の事であった。アムチトカ島の飛行場は、キスカ島やアッツ島に対する空襲の拠点として機能した。
また、2月にはチャールズ・マクモリス少将が指揮する連合軍艦隊が進出し、日本軍の輸送船を攻撃しはじめる。2月19日、米艦隊はアッツ島を砲撃し、翌日にはアッツ島輸送に従事中の輸送船「あかがね丸」を重巡洋艦インディアナポリスが撃沈した（あかがね丸事件）。

### 日本軍の輸送作戦
1943年（昭和18年）2月5日、日本軍は北部軍を改編する形で北方軍（司令官樋口季一郎陸軍中将）を新編し（大陸命第747号）、北海守備隊を第五艦隊司令長官の指揮下からのぞいて北方軍の隷下においた（大陸命第748号）。
「北太平洋方面（千島方面防衛ヲ含ム）ニ関スル陸海軍中央協定」において陸海軍の分担が定められ、同年2月末を目途としてアッツ島とキスカ島に航空基地を建設することを目指した。また「（一）幌筵(又ハ船団集合地)以東ノ輸送ハ主トシテ海軍之カ実施ヲ担任シ陸軍ハ所要ノ船舶等ヲ以テ之ニ協力スルモノトス　兵員及緊急ヲ要スルモノ竝ニ鳴神島ニ至ルモノハ敵情ニ応シ海軍艦艇ニ依リ輸送ス／（二）陸軍輸送船ニハ護衛(間接護衛ヲ含ム)ヲ附スルヲ原則トス」という項目があった。
2月13日、大本営は北海守備隊の編成を改定する。キスカ島に第一地区隊（隊長佐藤政夫陸軍大佐、歩兵三個大隊）、アッツ島に第二地区隊（隊長山崎保代陸軍大佐、歩兵二個大隊）を配置することとした。西部アリューシャンの防衛は日本陸海軍が共同で担当することになったが、この二重構造はその後の戦局に悪影響を与えたとみられる。
また海軍の任務が増えたにもかかわらず、北東方面の戦力は特に強化されなかった。
2月15日、北方軍司令官・第五艦隊司令長官・大湊警備府司令長官の間で協定がむすばれ、キスカ島とアッツ島に対する輸送作戦「ア号作戦」を実施することになった。これに対し、連合軍はアムチトカ島の飛行場を拠点に空襲を強化し、さらに水上艦艇部隊が進出して日本軍の補給線を脅かした。2月19日、連合軍艦隊はアッツ島を砲撃し、翌20日には同島近海で海防艦八丈が護衛していた陸軍輸送船「あかがね丸」を撃沈した（前述）。
このため、この方面を担当する日本海軍の北方部隊（第五艦隊司令長官細萱戊子郎中将、五艦隊参謀長大和田昇大佐）は、輸送船の護衛と米艦隊の撃滅に従事することになった。アッツ島へは輸送船で輸送をおこない、アッツ島からキスカ島へは潜水艦で輸送する。
3月初旬、第二十一「イ」船団（特設水上機母艦君川丸、輸送船粟田丸、崎戸丸）は重巡「那智」・重巡「摩耶」、軽巡洋艦3隻（多摩、木曾、阿武隈）・駆逐艦5隻と海防艦2隻（国後、八丈）の護衛と協力の下で幌筵を出動し、輸送船団と北方部隊は3月10日アッツ島に到着した、第一次輸送作戦は成功した。3月13日、輸送船団は幌筵に帰投した。
続いて3月22日から3月23日にかけて、第二十一「ロ」船団（輸送船浅香丸、崎戸丸、三興丸）が第五艦隊の重巡2隻と第一水雷戦隊（司令官森友一少将）等に護衛されて幌筵島を出航した。第二次輸送船団は、新任のアッツ島守備部隊隊長山崎保代陸軍大佐（第二地区隊長）以下陸兵550名と砲兵や高射砲大隊・糧食・飛行場資材・野戦病院の一部など、キスカ島行の北海守備隊司令部・碇泊場支部・野戦病院の一部などであった。
無線傍受により日本軍輸送船団の出発を知ったアメリカ軍は、マクモリス少将が率いる巡洋艦部隊を派遣した。重巡洋艦ソルトレイクシティなどで編成されたアメリカ艦隊は、本海戦の数日前からアッツ島沖を遊弋（）していた。アメリカ艦隊の編成は、重巡ソルトレイクシティ、旗艦/軽巡リッチモンド、ラルフ・S・リッグス大佐指揮下駆逐艦4隻（ベイリー、コグラン、デイル、モナガン）であった。

## 戦闘
日本艦隊は天候悪化のためアッツ島突入を1日遅らせ3月27日と決定した。また日本艦隊主力は、合同できなかった第二護衛部隊（駆逐艦薄雲、輸送船三興丸）との合流をめざし、27日午前2時に一旦反転した。当時の日本艦隊は主隊（第五艦隊司令長官：第二十一戦隊〈那智、摩耶、多摩〉、第二十一駆逐隊）、護衛部隊（第一水雷戦隊司令官：阿武隈、第六駆逐隊）、「ロ」船団（浅香丸、崎戸丸、アッツ島守備部隊隊長山崎保代陸軍大佐同乗）という区分である。
3月27日未明、アッツ島とカムチャッカ半島の中間海域で日本艦隊（重巡2、軽巡2、駆逐艦4、輸送船2）と、アメリカ艦隊（重巡1、軽巡1、駆逐艦4）は、互いを警戒していて偶然遭遇した。日本側記録によれば北緯53度25分 東経168度40分 / 北緯53.417度 東経168.667度地点であった。
連合国軍艦隊が日本軍輸送船団を撃滅しようと進撃し、これを日本軍護衛艦隊が阻止・邀撃しようという点で、スラバヤ沖海戦と似た状況であった。北方へ向かう日本艦隊は先頭から那智（旗艦：細萱中将）- 摩耶 - 多摩 - 若葉 - 初霜 - 阿武隈（一水戦旗艦：森少将） - 雷 - 浅香丸 - 崎戸丸 - 電からなる単縦陣で、その後方からベイリー - コグラン - リッチモンド - ソルトレイクシティ - デイル - モナガンという米艦隊の単縦陣が追尾するという状況であった。
午前2時頃、日本艦隊最後尾にいた駆逐艦電が敵艦隊発見を第一水雷戦隊司令部（阿武隈）に報告したところ、一水戦司令部は第二護衛船団（三興丸、薄雲）と判断して第五艦隊司令部に報告しなかったとされる。阿武隈水雷長も、後方から接近する艦影を当初は別働隊（三興丸、薄雲）と考えており、敵艦隊と判明して司令部は大慌てになったと回想している。
3時5分（日の出一時間前、現地時間及びアメリカ側の記録では26日8時ごろ、以下UTC+9で記述）、リッチモンドのレーダーは日本艦隊を捕捉、マクモリス少将は輸送船を狙って艦隊を突進させるが、相手が重巡2隻を含むことには気が付いていなかった。
3時10分、浅香丸はマスト発見を報告、続いて阿武隈も米艦隊の存在を全軍に通報した。
3時20分、阿武隈は「米重巡オマハ型1・駆逐艦2」、続いて「ペンサコラ型軽巡1・駆逐艦2」を報告、細萱司令長官は日本艦隊は護衛してきた輸送船2隻を北西方向へ退避させ、那智以下は面舵反転、右旋回しながら南下してアメリカ艦隊に接近した。これは米艦隊の退路（アリューシャン方面）を断つと同時に、風上側（当時北東の風）を占位して有利に攻撃をおこなう意図があった。
3時40分、互いが徐々に距離を詰め、ほぼ同時刻に射撃を始め、砲撃戦を主体に戦闘が展開された。アメリカ艦隊のマクモリス少将は迎撃する日本艦隊を無視して輸送船の撃滅を狙う。細萱中将はこれを阻止するため突撃を下命するが、双方とも高速発揮が可能な巡洋艦部隊であり、互いに決定的なダメージを与えられなかった。日本側重巡の2度目の斉射（）はソルトレイクシティを夾叉（）し、アメリカ艦隊は「斉射を追いかける」形で回避行動をはじめた。
日本艦隊では、第一水雷戦隊の戦闘準備が遅れていた。戦闘準備をしていなかったため、司令部は大慌てだったという。また燃料節約のためボイラーを1缶のみに落としていたため速力を上げられず、32ノット発揮可能になったのは午前4時頃であったという。このため重巡2隻（那智、摩耶）が戦闘の主軸を担った。那智水雷長によれば、予想外の敵艦隊出現により慌てた結果、ヒューマンエラーが発生して砲塔の電源を切ってしまい、主砲方位盤が使用不能になる。そこで各砲塔での個別照準・個別射撃になったという。だが砲塔の電源も止まっているため、しばらく射撃不能となった。那智艦長の回想によれば、本斉射を行う際に前部発電機から後部発電機に切り替えるスイッチを誤って切ったためだったという。
日本艦隊は午前3時42分に砲撃を開始すると、那智は2-4分後に酸素魚雷8本を発射した。摩耶は4時7分に魚雷を発射したが命中しなかった。那智も集中砲火を浴び、雷からは那智艦橋から黒煙が上がる光景が見られた。ソルトレイクシティの第3・第4斉射が命中したとみられる。那智水雷長は駆逐艦の砲弾だと回想する。那智死傷者の大半は、飛行甲板への命中弾によるものだった。また艦橋後部への命中弾で主砲射撃指揮装置が故障（那智艦長や那智水雷長の回想とは異なる）、砲側照準となる。摩耶でも射撃指揮の混乱から数分間射撃を中止した。遠距離砲戦に終始する那智・摩耶に対し、三番艦多摩は米艦隊に接近する針路をとって主隊から分離、合同したのは6時30分であった。
日本艦隊と砲撃戦をつづける米艦隊も、戦闘の中止を検討していた。トーマス・C・キンケイド提督はマクモリス少将に対し、5時間以内の航空支援と「退却戦を考慮する要あり」の通信を送る。米艦隊は西へ向かったのち、戦闘を切り上げるべく南へ転針する。好機とみた細萱司令長官は5時2分に全軍突撃を下令、ところが米艦隊の砲撃が一水戦旗艦阿武隈に集中し、同水雷戦隊は速度を落としてしまった。
形勢不利となった米艦隊は、これ以上の西方への逃走は日本軍勢力圏に近づいてしまうと判断し、南方へ転針する。細萱司令長官は再び突撃命令を下令した。だが日本艦隊は最短接近針路をとらず、米艦隊の後を追い掛けるような航路を選択したため、距離は一向に縮まらなかった。
午前6時、第一水雷戦隊は艦隊に接近、魚雷の一斉射を試みたが各艦の準備が間に合わず、個別に魚雷を発射した。その後、阿武隈は6時37分に砲撃を開始し、雷・初霜は6時40分に砲撃を開始した。その後も追撃戦が展開されたが、アメリカ艦隊の駆逐艦に煙幕や雷撃で追撃を妨害された。さらに米艦隊は最後の弾着による水柱に向けて急転舵（）を行う射弾回避運動を実施して、ほとんど命中弾を受けなかった。しかし、ソルトレイクシティに日本側重巡の主砲弾が命中した。ヒューマンエラーも重なってソルトレイクシティの機械は一時停止し、海上に停止する。
もしこの時に那智・摩耶を含めた全日本艦隊が突撃していれば、米艦隊は全滅していたと思われる。
マクモリス少将は駆逐艦デイルに煙幕展開を命じ、また残りの3隻に魚雷攻撃を命じた。米駆逐艦3隻は煙幕の中から飛び出して突撃しソルトレイクシティを掩護、これに那智は気をとられ、米重巡にとどめを刺せなかった。
アメリカ艦隊の左舷側を航行する第一水雷戦隊は那智・摩耶に後続すべく90度右に変針し、アメリカ艦隊の右舷側に出ようとした。一方、アメリカ艦隊は左に90度変針して東方へ退避をはかった。6時50分、マクモリス少将はソルトレイクシティ乗員のリッチモンドへの移乗を下令、ところが奇跡的に機械が動き出しソルトレイクシティは脱出に成功した。日本艦隊は、アメリカ側駆逐艦が射程に入るまえに反転したとも伝えられる。7時頃、細萱中将は旗艦那智の損害及び空襲、そして艦隊の砲弾不足・燃料不足を警戒し、ソルトレイクシティの撃沈まであと一歩のところで撤退を決定。アッツ島への輸送も中止された。ソルトレイクシティは正午までに修理を完了し、アマクナック島ダッチハーバーに向かった。
- 3時40分ごろ。この図では電は輸送船の援護に回っていない。
- 7時ごろ。米駆逐艦による煙幕の展開。
- 7時ごろ。米駆逐艦による突撃。

## 結果
アッツ島沖海戦は、航空機や潜水艦の介入なしに行われた、太平洋戦争中の数少ない海上戦闘となった。戦力は日本艦隊側が優勢だったが、アメリカ艦隊に接近できず遠距離砲撃のみとなり、双方とも決定的な損害を与えることができなかった。
那智は20cm砲弾832発、摩耶は主砲904発・高角砲9発・魚雷8本・艦上機1機を主砲爆風で破損投棄、若葉は距離1万6000ｍで魚雷6本、初霜は距離1万8000ｍで魚雷5本、ソルトレイクシティは832発、日本艦隊は魚雷43本、米艦隊は魚雷5本をそれぞれ発射、特に魚雷は1本も命中しなかった。小破した那智は横須賀に戻って修理と電探兵装（電波探信儀、電波探知機）の整備をおこなった。
3月29日午後5時、日本は大本営発表で「熱田島西方で敵艦隊を追撃、甲巡1隻、乙巡1隻、駆逐艦1隻撃破、わが方の損害軽微」などと報じた。
戦略的にみると、米艦隊は「日本軍のアッツ島への増援を阻止する」という目標を達成した。逆に日本側は、アッツ島守備部隊への増援・武器弾薬・物資等の補給が極めて困難になった。4月上旬、第五艦隊は駆逐艦電と薄雲による輸送作戦を計画したが、悪天候等を理由に中止された。
山崎保代部隊長のアッツ島上陸は当初計画から大きく遅れ、伊号31潜水艦によって4月18日着となった。またアッツ島・キスカ島への補給は、当分の間、潜水艦や、霧を利用した小規模輸送に限定する事にした。北方軍司令官の報告によれば、キスカ島の弾薬は0.6会戦分で糧食は八月末まで、アッツ島は弾薬一会戦分で糧食は四月末まで（北海守備隊参謀の報告によれば食い延ばして五月中旬まで）という状況であった。
本海戦の結果は、後のアッツ島の戦いに少なからず影響したとみられる。米艦隊撃滅を期待していた大本営では、第五艦隊の「われ敵を東方に逸す。追撃をやめ幌筵に帰投す」の電報をうけ落胆した。実際には、米軍から見ても、日本軍側が勝手に変針して遁走したように見えるものであったという。
侍従武官城英一郎大佐は昭和天皇に対する軍令部総長の奏上を聴いて、以下のように記録している。
また本海戦は、スラバヤ沖海戦、サマール島沖海戦と並び、「戦前『米軍の三倍』とまで言われていた日本海軍の遠距離砲撃の命中精度が実は米軍並み、下手をすればそれ以下」だった例として挙げられることがあり、一部で論議を呼んだ。
黛治夫は砲術科の立場からアッツ島沖海戦を振り返り、第五艦隊の将校に問題があったと海軍反省会で指摘している。黛によれば、戦闘後の研究会で二神延三（海兵51、海戦時の摩耶砲術長）が、徹甲弾と通常弾を区別せずに発射していたと証言していた。違う性質の弾頭を同時に発射するため、散布界が安定しなくなるという。また第五艦隊司令部が米軍機の空襲を恐れすぎて米艦隊に接近しなかったこと。さらに、日本海軍は平素の射撃訓練において主砲方位盤が破損・故障したことを想定した砲側照準訓練（各砲塔の照準器を用いる）を軽視しており、従って本海戦において那智の方位盤が損傷（もしくは故障）すると何も出来なくなったという、訓練上の欠陥も指摘している。摩耶は接近するアメリカ巡洋艦と遠ざかるアメリカ巡洋艦を取り違えた。さらに高角砲のためのデータを主砲砲術長に送り、残弾があったにもかかわらず全弾撃ち尽くしたと勘違いするという失態を犯した。
同じく阿武隈以下一水戦艦艇も敵艦隊の予想進路を間違え、逆に発射運動のため敵から遠ざかるという失敗を犯した。駆逐艦電の戦闘詳報は戦闘に参加した他の第五艦隊各艦の消極的姿勢を強く非難している。
海戦後の4月1日、細萱中将は第五艦隊司令長官（北方部隊指揮官）を解任され、軍令部出仕となる。後任として河瀬四郎中将が第五艦隊長官に補職された。
また第一水雷戦隊司令官森友一少将は6月初旬に脳溢血で倒れ、後任として木村昌福少将が6月8日付で第一水雷戦隊司令官に補職され、「阿武隈」に着任した。
同年の1943年（昭和18年）2月に日本軍のガタルカナル島撤退が行われ、ソロモン諸島の戦いは1つの山場を越え、次にニュージョージア島の周辺で日本軍とアメリカ軍の攻防が予想される状況であった。そのため、アメリカ領を初めて占領されたアメリカ軍にとっては意義のあるアリューシャン方面の戦いの前哨戦にあたる海戦であったが、日米の双方ともに重要視されなかった。政略的にみると、アメリカ領土の一部を占領されている事に対する国民感情、ソ連が対日参戦した場合に飛行機の中継基地にしたいとの思惑から、米軍はアッツ島・キスカ島の攻略作戦を発動する。5月12日以降の戦闘により、山崎部隊長率いるアッツ島の日本軍守備隊は5月29日に玉砕した（アッツ島の戦い）。
キスカ島に対してはケ号作戦（キスカ島撤退作戦）が実施され、日本軍は7月末にキスカ島から撤退した。アメリカ軍はコテージ作戦を発動し、約3万4000名のアメリカ軍とカナダ軍将兵がキスカ島に上陸した。連合軍は、日本軍撤退により無人になっていたキスカ島を奪回した。その後、太平洋戦争終結まで同方面で大きな戦闘が起きることはなかった。
外山三郎（海軍少佐、駆逐艦漣航海長、時津風航海長等、戦後は防衛大学校教授）はアッツ島沖海戦の細萱中将と、キスカ島撤退作戦の木村少将を対比して「軍隊は即指揮官なりということを改めて痛感させられる。すなわち弱将のもとでは勝利は覚束なく、一度勇将が現われれば、霧が晴れるごとく戦場の問題の多くは、難なく解決されるのである」と結んでいる。

## 参加艦艇
日本海軍
- 指揮官：細萱戊子郎中将（第五艦隊司令長官）
  - 重巡洋艦 那智（第五艦隊旗艦）（艦長曽爾章大佐）[159]
  - 重巡洋艦 摩耶
  - 軽巡洋艦 多摩
  - 軽巡洋艦 阿武隈（第一水雷戦隊旗艦、司令官森友一少将）
  - 駆逐艦 若葉
  - 駆逐艦 初霜
  - 駆逐艦 雷
  - 駆逐艦 電
  - 駆逐艦 薄雲
  - 輸送船 浅香丸、崎戸丸、三興丸

アメリカ海軍
- 指揮官：チャールズ・マクモリス少将
  - 重巡洋艦 ソルトレイクシティ (USS Salt Lake City, CA-25)
  - 軽巡洋艦 リッチモンド (USS Richmond, CL-9) （旗艦）
  - 駆逐艦 ベイリー (DD-492) (USS Bailey, DD-492)
  - 駆逐艦 コグラン（英語版） (USS Coghlan, DD-606)
  - 駆逐艦 モナハン (USS Monaghan, DD-354)
  - 駆逐艦 デイル (USS Dale, DD-353)